# La Chapelle-du-Bois-des-Faulx
La Chapelle-du-Bois-des-Faulx település Franciaországban, Eure megyében. Lakosainak száma 656 fő (2022. január 1.). La Chapelle-du-Bois-des-Faulx Le Boulay-Morin, Émalleville, Heudreville-sur-Eure és Irreville községekkel határos.

## Népesség
A település népességének változása:
| Lakosok száma | 143  | 355  | 410  | 474  | 555  | 591  | 653  | 688  | 693  | 656  |
|               | 1968 | 1982 | 1990 | 2006 | 2013 | 2015 | 2017 | 2019 | 2020 | 2022 |